# República Popular China en los Juegos Olímpicos de Milán-Cortina d'Ampezzo 2026
La República Popular China participará en los Juegos Olímpicos de Milán-Cortina d'Ampezzo 2026. Responsable del equipo olímpico es el Comité Olímpico Chino.